# Stutz IV Porte

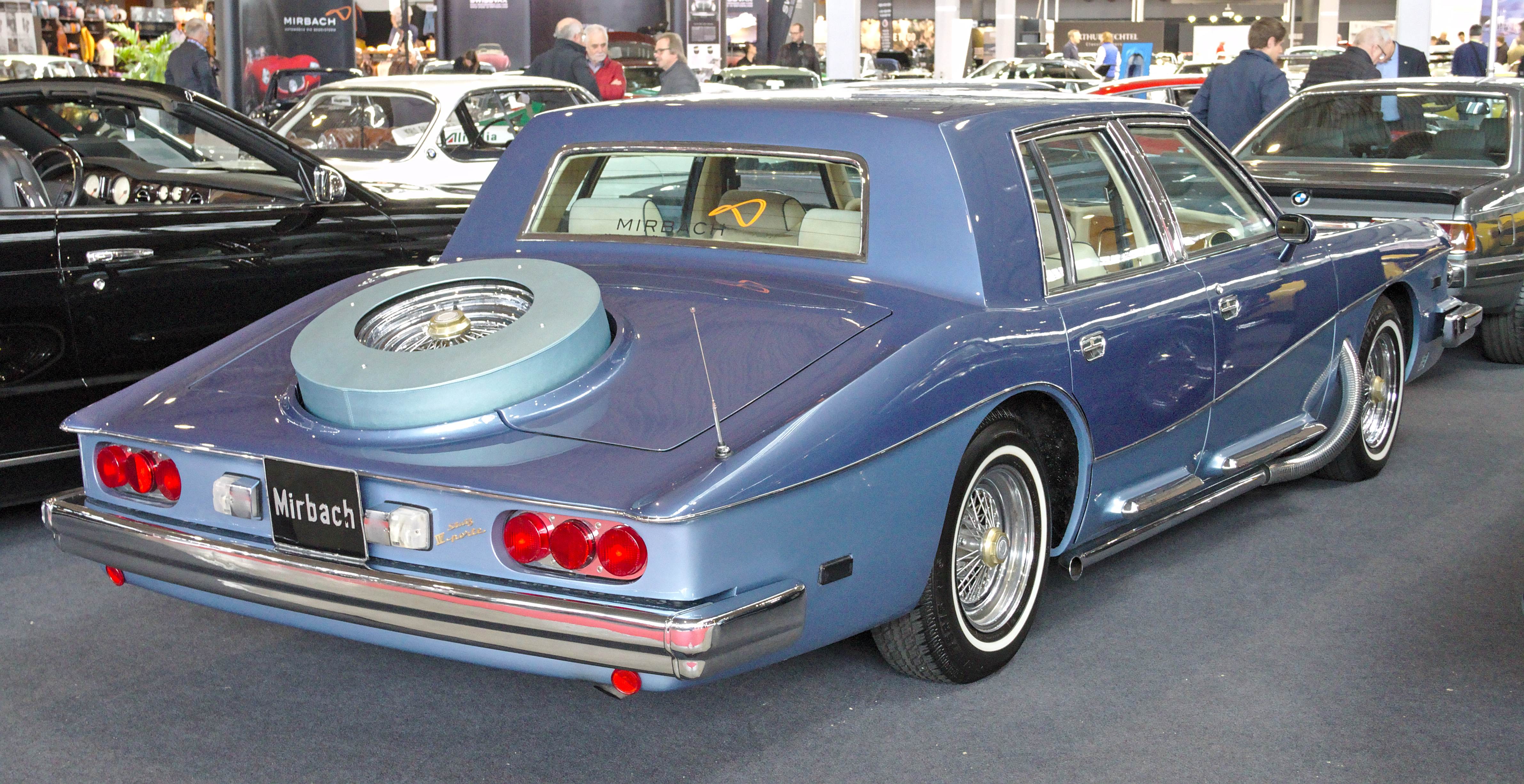
Heckansicht

Der Stutz IV Porte (auch: IV-Porte) ist eine viertürige Luxuslimousine im Retrodesign, die der ehemalige US-amerikanische Automobilhersteller Stutz Motor Car of America von 1979 bis 1981 in geringen Stückzahlen produzierte. Das Auto entstand parallel zu dem ähnlich gestalteten Coupé Stutz Blackhawk III und verwendete wie dieses Großserientechnik von General Motors. Es wurde überwiegend in den USA und im Mittleren Osten verkauft.

## Hintergrund
Stutz war ein in Indianapolis ansässiger Sport- und Luxusfahrzeughersteller, der von 1898 bis 1938 existierte. Das zu den „legendären amerikanischen Vollblutmarken der Vorkriegszeit“ gehörende Unternehmen konkurrierte zeitweise mit Duesenberg. Nach dem Ende des Zweiten Weltkriegs entstand die Idee, die Marke wieder aufleben zu lassen. Sie war auf den amerikanischen Automobildesigner Virgil Exner zurückzuführen. Exner hatte in den 1950er-Jahren zahlreiche Modelle des Chrysler-Konzerns gestaltet, die teilweise stilistisch fortschrittlich waren (vgl. etwa den Forward Look ab 1955). Abweichend davon gab er dem 1961er Jahrgang von Chryslers Luxusmarke Imperial einige aus seiner Sicht klassische Designelemente. Zu ihnen gehörten frei stehende Frontscheinwerfer und stilisierte Kotflügel. Exner verließ den Chrysler-Konzern im Jahr 1961 und arbeitete seitdem als freier Designer. Hier verfolgte er die Idee weiter, Merkmale klassischen Automobildesigns an zeitgenössische Fahrzeuge anzupassen. Unter der Bezeichnung Revival Cars entwarf er einige klassisch inspirierte Karosserien, die er diversen Marken der Vorkriegszeit zuordnete. Unter ihnen waren Bugatti, Duesenberg, Mercer, Packard und Pierce-Arrow. Die Ideen kamen zumeist nicht über das Stadium von Zeichnungen hinaus. Ausnahmen waren der Bugatti-Entwurf, den die Carrozzeria Ghia 1965 auf einem Fahrgestell des Type 101 realisierte, und der Entwurf für eine viertürige Duesenberg-Limousine, die 1966 als Duesenberg Model D in einem Einzelstück entstand. 1968 überzeugte Exner den New Yorker Bankier James O’Donnell (* 26. März 1914; † 12. Januar 1997) von der Tragfähigkeit seines Revival-Car-Konzepts. O’Donnell gründete 1968 das Unternehmen Stutz Motor Car of America, das ein von Exner mit klassischen Stilmitteln gestaltetes Coupé vermarkten sollte. Um den technischen und wirtschaftlichen Aufwand gering zu halten, griff das Unternehmen auf Großserientechnik von General Motors zurück; die Karosserie wurde in Italien von Hand hergestellt. Die Serienproduktion  begann 1970. Das Modell erhielt die Bezeichnung Blackhawk; diesen Begriff hatte das Unternehmen Stutz bereits in den 1920er-Jahren verwendet. Die erste Baureihe entstand von 1970 bis 1971 (Blackhawk I), die zweite (Blackhawk II) 1972. 1973 wurde die dritte Serie aufgelegt; sie wurde mit geringfügigen Änderungen bis 1979 produziert.
Der Schwerpunkt der Produktion lag auf zweitürigen Coupés. Daneben wurden einzelne Fahrzeuge auf Kundenwunsch vom Werk oder von externen Unternehmen in Cabriolets umgewandelt. Nachdem Stutz bereits 1971 eine Limousine mit der Bezeichnung Duplex Sedan wahrscheinlich als Einzelstück aufgebaut hatte, wurde ab 1977 die Serienproduktion einer viertürigen Limousine vorbereitet, die parallel zum zweitürigen Coupé angeboten werden sollte. Die Fertigung begann Anfang 1979 und dauerte bis 1981 an. Anfänglich war geplant, das Auto unter dem Namen Diplomatic Sedan zu verkaufen; kurz vor der Markteinführung entschied sich die Unternehmensleitung allerdings für die Bezeichnung IV Porte. Sie erinnerte an den Maserati Quattroporte, eine luxuriöse Sportlimousine, die ab 1979 in einer dritten Auflage ebenfalls verfügbar war und auch in die USA geliefert wurde.

## Der IV Porte im Einzelnen

### Technik

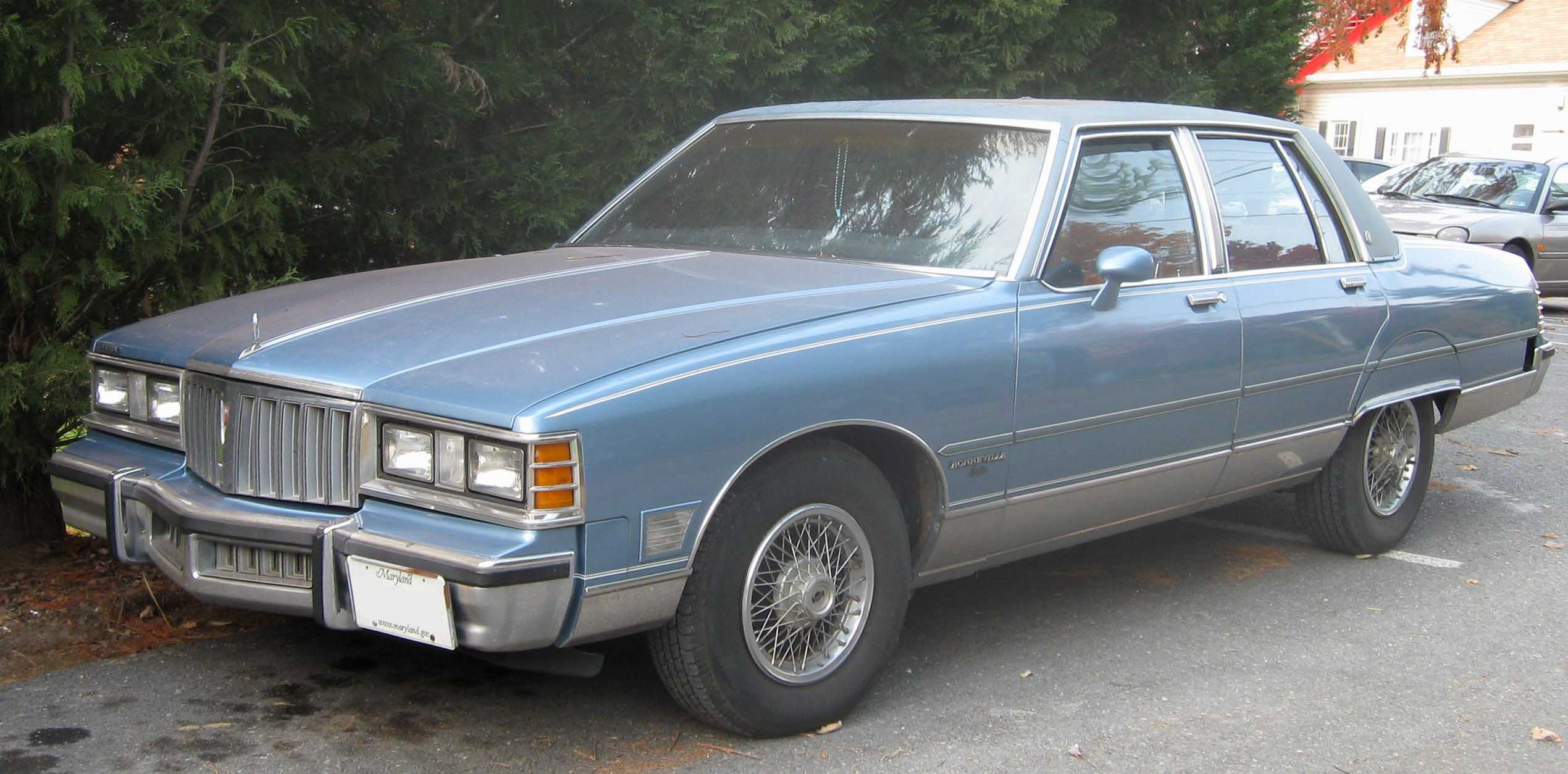
Technische Basis des IV Porte: Pontiac Bonneville

In technischer Hinsicht basierte der Stutz IV Porte wie der Blackhawk III auf Komponenten von General Motors. Anders als im Falle des Blackhawk stammte die Technik allerdings nicht vom Pontiac Grand Prix, sondern vom Pontiac Bonneville, einer Full-Size-Limousine, die auf der aktuellen, 1977 eingeführten und gegenüber den Vorgängern leicht verkürzten B-Plattform von General Motors aufbaute. Stutz übernahm von dem Bonneville das komplette Fahrwerk. Die Aufhängung, die Federung und die Bremsen wurden nicht modifiziert, auch den Radstand behielt man bei. Gleiches galt für die Grundstruktur der Karosserie, die Front- und Heckscheibe sowie die Elektrik.
Der Blackhawk III wurde anfänglich von einem 7,5 Liter großen Achtzylindermotor von General Motors angetrieben, der in dieser Form serienmäßig nicht im Pontiac Bonneville verfügbar war. Die Motorleistung variierte in Abhängigkeit von den US-amerikanischen Abgasbestimmungen von Jahr zu Jahr. Im Modelljahr 1979 wurde sie mit 200 PS angegeben. Zum Modelljahr 1981 stellte Stutz auf einen 5,0 Liter großen Achtzylindermotor um, der nun auch in der aktualisierten vierten Version des Blackhawk angeboten wurde. Das Triebwerk leistete etwa 145 PS.

### Design

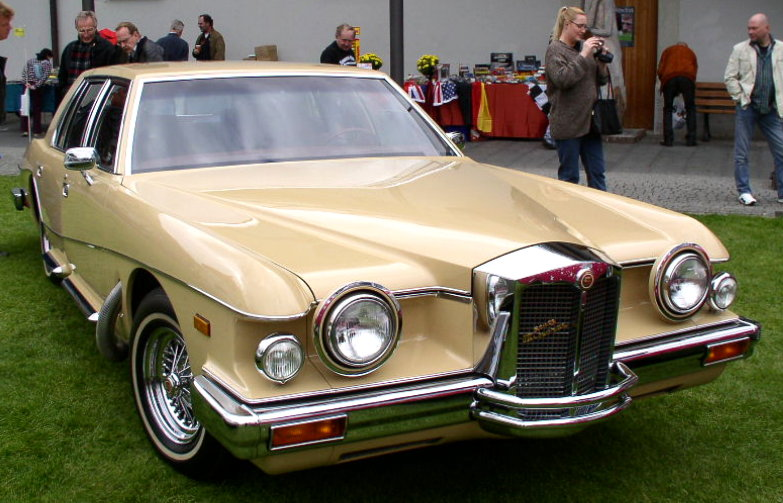
Frontpartie mit exponiertem, phallusartigem Kühlergrill

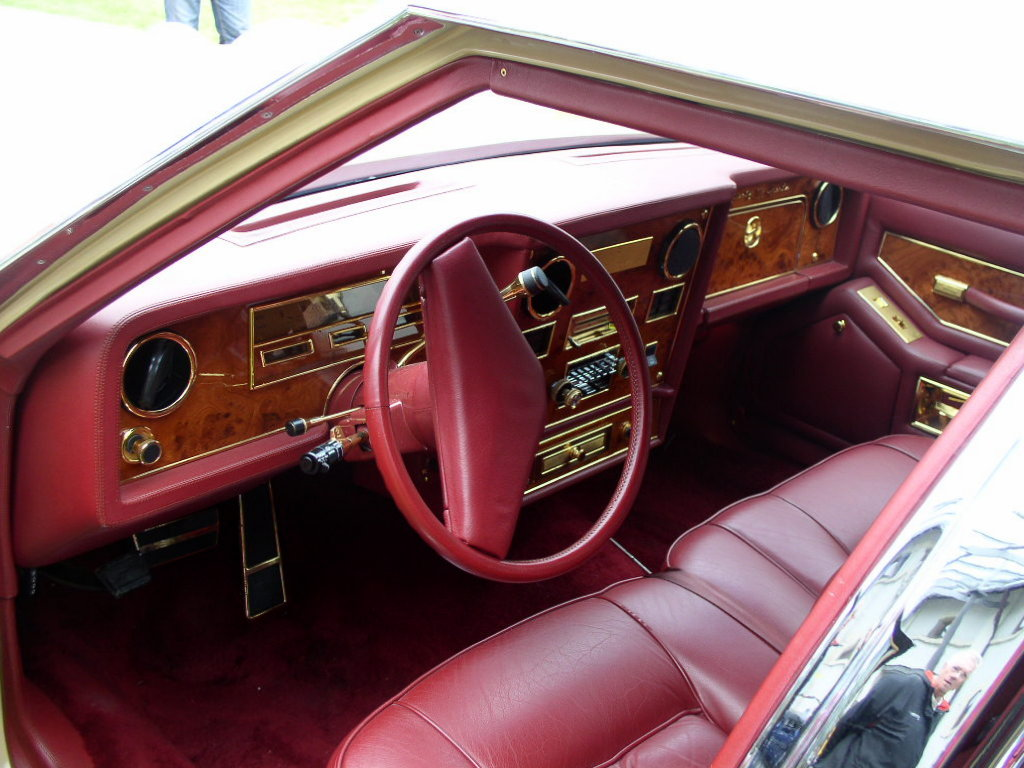
Interieur

1973 war Virgil Exner gestorben, kurz nachdem er die Form des Blackhawk III-Coupés festgelegt hatte. Die Karosserie des IV Porte wurde ab 1977 von Paolo Martin gestaltet, einem ehemaligen Mitarbeiter Pininfarinas, der ab 1972 als freiberuflicher Designer in Turin tätig war. Martin übernahm die wesentlichen Stilmerkmale von Exners Entwürfen, passte sie aber in den Dimensionen der veränderten technischen Basis an. Die auffälligsten Designmerkmale des IV Porte waren:
- geschwungene Chromleisten an den Wagenflanken, die die Linien von frei stehenden Kotflügeln imitierten
- angedeutete, aber nicht funktionsfähige Trittbretter unterhalb der Türen
- eine lange, exponiert geformte Motorhaube
- ein großer, über die Stoßstangenlinie hinausragender Kühlergrill, in den die Linien der Motorhaube mündeten
- frei stehende Frontscheinwerfer, die durch Aussparungen links und rechts des Kühlergrills ermöglicht wurden
- imitierte Sidepipes, also Auspuffrohre, die hinter den Vorderreifen aus den Kotflügeln austraten und unter den Türen nach hinten verliefen und
- ein frei sichtbares Reserverad, das zum Teil in den Kofferraum eingelassen war.

Ein besonderes Charakteristikum war ein stark abfallendes Heck. Der Kofferraumabschluss lag allerdings höher als beim Blackhawk III. Anders als beim Coupé waren die Rückleuchten nicht unterhalb der Stoßstange angebracht, sondern darüber.
Der Innenraum war hochwertig ausgestattet: britisches Connolly-Leder, handgeknüpfte Teppiche und Wurzelholz aus Italien. Die Einfassung der Instrumente und die Schalter und Hebel waren mit Blattgold belegt.

## Produktion
Der IV Porte wurde in Italien aufgebaut. Stutz erhielt von General Motors fertige Basisfahrzeuge, die per Schiff und LKW nach Cavallermaggiore in Italien geliefert wurden. Dort unterhielt O’Donnell die Carrozzeria Saturn. Etwa zehn italienische Spengler stellten in Handarbeit die neuen Karosserieteile her und passten sie den von ihrer Serienkarosserie befreiten Basisfahrzeugen an. Auch die Innenausstattung wurde in Italien gefertigt, schließlich erfolgte hier auch die Lackierung, die aus bis zu 20 Lackschichten bestand.
Von 1979 bis 1981 entstanden etwa 50 IV Porte-Limousinen. Einer der ersten Kunden war der amerikanische Country-Sänger Kenny Rogers.

## Preise
1981 betrug der Verkaufspreis des Stutz IV Porte 79.500 US-$. Ein Pontiac Bonneville, das Basisfahrzeug, kostete im gleichen Jahr in der Basisausstattung 7.543 US-$, ein Cadillac Fleetwood wurde für 13.791 US-$ angeboten.

## Nachfolger: Stutz Victoria

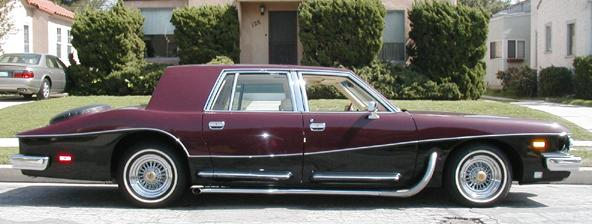
Stutz Victoria

Zum Modelljahr 1982 wurde der IV Porte durch das Modell Victoria abgelöst. Der Victoria entsprach technisch seinem Vorläufer, war allerdings im Radstand um 10 Zentimeter verlängert worden. Gestreckt wurde er durch ein Distanzstück zwischen den (unveränderten) hinteren Türen und der Hinterachse. Der so vergrößerte Innenraum ermöglichte den Passagieren eine erhöhte Beinfreiheit. Anders als der IV Porte wurde der Victoria regelmäßig ohne Sidepipes ausgeliefert. Die Stoßstangen waren anfänglich verchromt, bei späteren Modellen waren sie – jedenfalls auf Wunsch – in Wagenfarbe lackiert. Insgesamt wurden in fünf Jahren je nach Quelle sieben, acht oder 20 Victoria-Limousinen hergestellt.